# Future Man
Future Man – amerykański serial komediowy sci-fi, wyprodukowany przez Sony Pictures Television, Point Grey Pictures, Matt Tolmach Productions oraz Turkeyfoot Productions. Jego twórcami są Howard Overman, Kyle Hunter i Ariel Shaffir.
Serial był oryginalnie emitowany od 14 listopada 2017 roku za pośrednictwem platformy internetowej Hulu.
W Polsce serial był emitowany od 18 czerwca 2019 przez AXN Black.

## Fabuła
Josh Futtureman jest woźnym, który uwielbia gry wideo. Pewnego wieczoru udaje mu się przejść ostatni, najtrudniejszy poziom gry, której nikt jeszcze nie przeszedł. Okazuje się, że gra była testem, a jej bohaterowie, Tiger i Wolf, przybywają z przyszłości i proszą Josha o pomoc w walce z biotykami.

## Obsada

### Główna
- Josh Hutcherson jako Josh Futturman[3]
- Eliza Coupe jako Tiger[4]
- Derek Wilson jako Wolf[5]
- Ed Begley Jr. jako Gabe Futturman[6]
- Glenne Headly jako Diane Futturman[6]

### Role drugoplanowe
- Robert Craighead jako detektyw Vincent Skarsgaard
- Jason Scott Jenkins jako Carl
- Keith David jako doktor Elias Kronish
- Haley Joel Osment jako doktor Stu Camillo
- Britt Lower jako Jeri Lang[7]
- Kevin Caliber jako Blaze
- Paul Scheer
- Awkwafina

### Gościnne występy
- Ron Funches jako Ray
- Martin Starr jako Lyle Karofsky
- David Koechner jako Barry Futturman
- Carolyn Hennesy jako Wanda
- Megan Hayes jako głos SIGORN-E
- Charlie McDermott jako młody Barry Futturman
- Diona Reasonover jako Estelle Kronish
- Corey Hart jako on sam
- Carla Gallo jako Dingo
- Jon Daly jako Lyle Owl

## Odcinki
| Sezon | Odcinki | Oryginalna emisja w Hulu | Oryginalna emisja w Hulu |
| Sezon | Odcinki | Premiera sezonu          | Finał sezonu             |
| ----- | ------- | ------------------------ | ------------------------ |
| 1     | 13      | 14 listopada 2017        | 14 listopada 2017        |
| 2     | 13      | 11 stycznia 2019         | 11 stycznia 2019         |

### Sezon 1 (2017)
| Nr | #  | Tytuł                       | Reżyseria                  | Scenariusz                      | Premiera w Hulu   |
| -- | -- | --------------------------- | -------------------------- | ------------------------------- | ----------------- |
| 1  | 1  | Pilot                       | Seth Rogen, Evan Goldberg  | Kyle Hunter, Ariel Shaffir      | 14 listopada 2017 |
| 2  | 2  | Herpe: Fully Loaded         | Seth Rogen & Evan Goldberg | Kyle Hunter, Ariel Shaffir      | 14 listopada 2017 |
| 3  | 3  | A Riphole In Time           | Seth Rogen, Evan Goldberg  | Henry Alonso Myers              | 14 listopada 2017 |
| 4  | 4  | A Fuel's Errand             | Anton Cropper              | Dan Mirk                        | 14 listopada 2017 |
| 5  | 5  | Justice Desserts            | Anton Cropper              | Melody Derloshon                | 14 listopada 2017 |
| 6  | 6  | A Blowjob Before Dying      | Nisha Ganatra              | Ben Karlin                      | 14 listopada 2017 |
| 7  | 7  | Pandora's Mailbox           | Brandon Trost              | Jessica Conrad                  | 14 listopada 2017 |
| 8  | 8  | Girth, Wind & Fire          | Nisha Ganatra              | Matthew Bass, Theodore Bressman | 14 listopada 2017 |
| 9  | 9  | Operation: Fatal Attraction | Michael Weaver             | Dan Mirk                        | 14 listopada 2017 |
| 10 | 10 | Operation: Natal Attraction | Michael Weaver             | Dan Mirk                        | 14 listopada 2017 |
| 11 | 11 | Beyond the TruffleDome      | Wendey Stanzler            | Kyle Hunter, Ariel Shaffir      | 14 listopada 2017 |
| 12 | 12 | Prelude to an Apocalypse    | Michael Dowse              | Ben Karlin                      | 14 listopada 2017 |
| 13 | 13 | A Date with Destiny         | Michael Dowse              | Ben Karlin, Nora Winslow        | 14 listopada 2017 |

### Sezon 2 (2019)
| Nr | #  | Tytuł                             | Reżyseria         | Scenariusz                             | Premiera w Hulu  |
| -- | -- | --------------------------------- | ----------------- | -------------------------------------- | ---------------- |
| 14 | 1  | Countdown to a Prologue           | Jonathan Watson   | Dan Mirk                               | 11 stycznia 2019 |
| 15 | 2  | The i of the Tiger                | Michael Weaver    | Kyle Hunter, Ariel Shaffir             | 11 stycznia 2019 |
| 16 | 3  | A Wolf in the Torque House        | Michael Weaver    | Ben Karlin                             | 11 stycznia 2019 |
| 17 | 4  | Guess Who's Coming to Lunch       | Craig Zisk        | Jane Becker                            | 11 stycznia 2019 |
| 18 | 5  | J1: Judgment Day                  | Jonathan Watson   | Joel Church-Cooper                     | 11 stycznia 2019 |
| 19 | 6  | The Binx Ultimatum                | Craig Zisk        | Nora Winslow                           | 11 stycznia 2019 |
| 20 | 7  | Homicide: Life in the Mons        | Kevin Bray        | Allison Kiessling                      | 11 stycznia 2019 |
| 21 | 8  | The Last Horchata                 | Tamra Davis       | Dan Mirk                               | 11 stycznia 2019 |
| 22 | 9  | The Ballad of PUP-E Q. Barkington | Kevin Bray        | Joel Church-Cooper                     | 11 stycznia 2019 |
| 23 | 10 | Exes and OS                       | Tamra Davis       | Jane Becker, Nora Winslow              | 11 stycznia 2019 |
| 24 | 11 | Dia de Los Robots                 | Millicent Shelton | Ben Karlin, Kyle Hunter, Ariel Shaffir | 11 stycznia 2019 |
| 25 | 12 | The Brain Job                     | Millicent Shelton | Ben Karlin, Kyle Hunter,Ariel Shaffir  | 11 stycznia 2019 |
| 26 | 13 | Ultra-Max                         | Wendey Stanzler   | Ben Karlin, Kyle Hunter, Ariel Shaffir | 11 stycznia 2019 |

## Produkcja
21 sierpnia 2015 roku platforma Hulu zamówiła odcinek pilotowy od Setha Rogena i Evana Goldberga.
W lutym 2016 roku, ogłoszono, że główną rolę zagra Josh Hutcherson oraz Eliza Coupe. W kolejnym miesiącu do obsady dołączyli: Ed Begley Jr. jako Gabe Futturman oraz Glenne Headly jako Diane Futturman. Na początku maja, poinformowano, że Derek Wilson zagra w serialu.
9 września 2016 roku platforma Hulu zamówiła 13-odcinkowy pierwszy sezon komedii.
Na początku kwietnia 2017 ogłoszono, że Britt Lower dołączyła do komedii, wciela się w rolę Jeri Lang.
9 stycznia 2018 platforma Hulu zamówiła drugi sezon.